# Zekelita poliopera
Zekelita poliopera là một loài bướm đêm trong họ Erebidae.